# Immunotoxicologie
L'immunotoxicologie est la discipline qui étudie le dysfonctionnement immunitaire résultant de l'exposition d'un organisme à un xénobiotique. 
Le dysfonctionnement immunitaire peut prendre la forme d'une immunosuppression, d'une allergie ou d'une réaction d'auto-immunité.
Parce que le système immunitaire joue un rôle essentiel dans la résistance à la maladie ainsi que dans l'homéostasie de l'organisme hôte, l’identification du risque immunotoxique est importante dans la protection de la santé humaine et animale.

## Histoire
Bernardino Ramazzini est souvent considéré comme le père de l'immunotoxicologie.

## Évaluation des risques
En santé publique, il est possible d'évaluer les effets immunotoxiques de xénobiotiques à partir d'études épidémiologiques, de modèles animaux ou d'étude in vitro. Cependant les résultats obtenus sont parfois difficiles à extrapoler à la population générale à partir de populations particulières (isolats géographiques exposés ou populations exposées professionnellement par exemple).
En effet, « l’évaluation du risque immunotoxique d’un xénobiotique particulier chez l’humain est une démarche extrêmement difficile quand elle n’est pas impossible, en raison surtout de la présence d’un mélange de facteurs d’origine endogène ou exogène qui interviennent dans la réponse des individus à une lésion toxique. »
Néanmoins, les problèmes sanitaires liés à l'amiante, les médicaments, les pesticides, etc. ont amplifié les recherches dans ce domaine.
L'immunotoxicologie du développement (en anglais : Developmental ImmunoToxicity ou DIT) - qui étudie les perturbations induites par les polluants sur le développement immunitaire normal de l'embryon, du fœtus, du nouveau-né, de l'enfant et de l'adolescent - se développe concomitamment.
Par ailleurs la génomique appliquée à l'immunotoxicologie a donné naissance à la toxicogénomique (en),.